# Nette (Lenne)
Die Nette ist ein 8,0 km langer, orografisch rechter Nebenfluss der Lenne in Nordrhein-Westfalen, Deutschland. Der Flusslauf liegt vollständig auf dem Gebiet der zum Märkischen Kreis gehörenden Stadt Altena.

## Name
Der Name Nette leitet sich vermutlich vom germanischen *Natjō ab, einer Substantivierung vom germanischen Adjektiv *nata 'nass, wasserreich'.

## Geographie

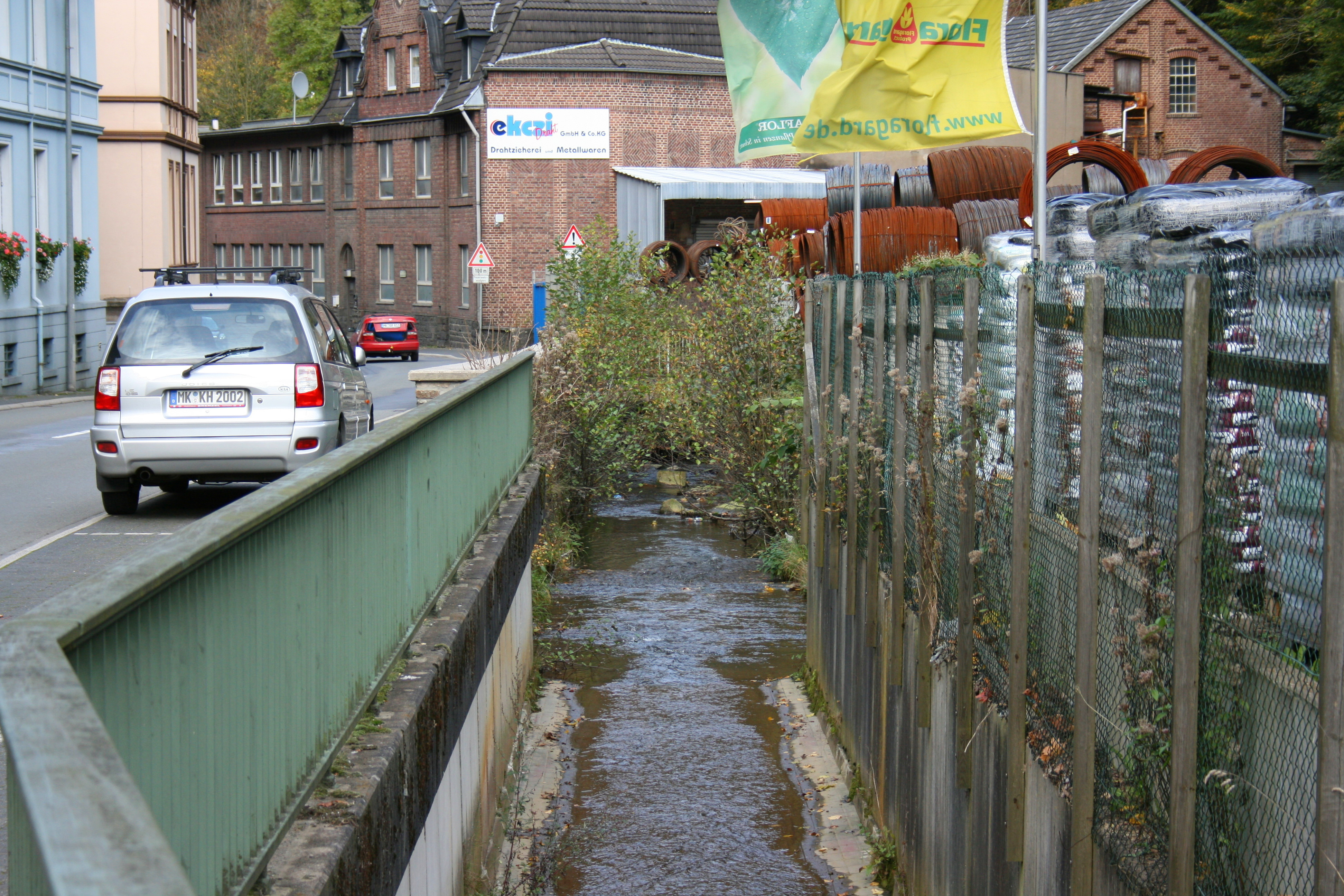
Unterer Bachverlauf entlang der Bachstraße

Der Bach entspringt als Wennescheider Bach etwa 1 km südöstlich von Dahle auf einer Höhe von 458 m ü. NN. Die Quelle liegt unterhalb des Sattels zwischen Großer Attig (512 m) und Kohlberg auf der Nordwestseite des Höhenzuges. Von hier aus fließt der Bach vorwiegend in westliche Richtungen durch die Ortschaften Dahle, Steinwinkel, Nette und mündet am südlichen Ortsrand von Mühlendorf auf 158 m ü. NN in die Lenne. Die Mündung liegt nordwestlich des Schlossbergs mit der Burg Altena.
Auf ihrem 8,0 km langen Weg überwindet die Nette einen Höhenunterschied von 300 m, was einem mittleren Sohlgefälle von 37,5 ‰ entspricht. Sie entwässert ein 14,788 km² großes Einzugsgebiet über Lenne, Ruhr und Rhein zur Nordsee.
Das Gewässer trägt im Rahmen der EU-Wasserrahmenrichtlinie die Wasserkörpernummer DE NRW 276694 0, sein Bachlauf ist stark verändert.

### Nebenflüsse
Der Nette fließen von den Hängen der umliegenden Höhen zahlreiche kurze Nebenflüsse zu. Im Folgenden werden die wichtigsten Nebenflüsse, von der Quelle zur Mündung, aufgeführt.
- Mengescheider Bach – 2,0 km langer, linker Nebenfluss auf 288 m ü. NN
- Springer Bach – 2,1 km langer, rechter Nebenfluss auf 265 m ü. NN (Einzugsgebiet: 3,418 km²)
- Grafticher Bach – 0,9 km langer, linker Nebenfluss auf 250 m ü. NN
- Steinwinkel – 1,8 km langer, rechter Nebenfluss auf 243 m ü. NN
- Bocksberger Siepen – 1,2 km langer, rechter Nebenfluss auf 237 m ü. NN